# Kurt Lanthaler
Kurt Lanthaler (Bolzano, 9 novembre 1960) è uno scrittore italiano di lingua tedesca.
Dal 1986 opera come scrittore indipendente; vive tra Berlino e Zurigo. Oltre a romanzi ha scritto anche racconti, pezzi teatrali, sceneggiature e storie brevi. Lanthaler è membro del gruppo di autori di gialli in lingua tedesca Syndikat e socio fondatore della Südtiroler Autorenvereinigung, associazione che raggruppa scrittori altoatesini di lingua tedesca, italiana e ladina.
È divenuto noto al grande pubblico con i suoi gialli con protagonista Tschonnie Tschenett, un autista di autoarticolati un po' scansafatiche che viene sempre coinvolto in torbidi casi criminali. Inoltre Lanthaler si occupa di tradurre in lingua tedesca romanzi italiani altrimenti sconosciuti nell'area dei lettori germanofoni. È infine membro della Bethlehem Revival Band.

## Riconoscimenti
- 1979: Premio per romanzi brevi da PEN-Club Liechtenstein
- 1985: Nachwuchsstipendium für Literatur in Austria
- 1996: Premio-borsa di studio per la letteratura da parte della repubblica d'Austria
- 1998: Alfed-Döblin-Stipendium dell'Accademia delle Arti (Berlino)
- 1999: Terzo premio per l'opera Azzurro al XV Premio Gialli tedesco (15. Deutscher Krimi-Preis)
- 2001: Jubiläumsfonds der LiterarMechana, Vienna
- 2002: Künstlerhaus Schloß Wiepersdorf

## Opere
- "Der Tote im Fels", 1993
- "Grobes Foul", 1993
- "Herzsprung", 1995
- "Heisse Hunde". Hirnrissige Geschichten und ein Stück Karibik. Innsbruck 1997, ISBN 3-85218-251-4
- "Azzurro", 1998
- "Roter Himmel über Napoli", Traduzione del romanzo Un messico napoletano (P. Lanzetta), 1999
- "Weisswein und Aspirin", 2002
- "Napule", 2002
- "Die Sehnsucht des Cattivotenente", Traduzione del romanzo Tropico di Napoli (P. Lanzetta), 2003
- "Das Kettenkarusell", racconto breve da Weisswein und Aspirin, cortometraggio, 2004
- "Himmel & Hoell". (per Fuszleser & Daumenschauer). 84 Strofen & 84 Bilder für 84 Stufen. [un luogo d'arte, un'installazione poetica & le conseguenze]. Innsbruck 2004 ISBN 3-85218-442-8
- "Das Delta", romanzo. Edizioni Haymon, Innsbruck 2007 ISBN 978-3-85218-547-7